# Alien Ant Farm
Alien Ant Farm  blev grundlagt i 1996 ved Riverside, nær Los Angeles, som en alternativ rockgruppe.

## Historie
I de sene 1990’ere, udgav bandet deres debutalbum Greatest Hits, som vandt prisen for det bedste album, ved L.A. Music Awards. I 2000, efter at have fundet et venskab med rockbandet Papa Roach, underskrev de en kontrakt med pladeselskabet DreamWorks SKG, om at lave deres første studiealbum, Anthology.
Bandet startede med at turnere i 2001. Deres coversang, af Michael Jacksons, "Smooth Criminal", strøg til tops som nummer 1 på singlelisten i Australien og New Zealand, samt nummer 3 i Storbritannien. Deres efterfølgende single Movies, var et top 5 hit i Storbritannien, og et top 20 hit i New Zealand.
I maj 2002, var bandet involveret i en busulykke mens de turnerede i Spanien. Chaufføren blev dræbt, og sangeren Dryden Vera Mitchell blev hårdt kvæstet, og lider i dag af permanente nerveskader. Alien Ant Farm tog senere tilbage til studiet, for at arbejde på deres næste album, Truant. Det blev udgivet i 2003, produceret af Stone Temple Pilots' Robert og Dean DeLeo. Videoen for These Days, den første single fra det album, blev filmet på toppen af en nærliggende bygning ved 2003's BET Awards. Deres single Glow blev en radiosucces, som holdt i lang tid på top 20 i New Zealand. To måneder efter at deres album var udgivet, lukkede deres pladeselskab.
I oktober 2003 forlod guitaristen Terry Corso bandet med ordene: ”uløselige forskelle”. Snart efter blev han medlem af bandet Powerman 5000. I 2005 hyrede bandet en ny guitarist ved navn Joe Hill, som tidligere havde været med i bandet Spiderworks.
I 2004 ventede bandet i spænding på, om deres pladeselskab, Geffen Records, ville give dem lov til at indspille et nyt album.
I 2005 begyndte de at indspille med producer Jim Wirt (som også havde været med til at producere deres debutalbum Greatest Hits), og planlagde at udgive albummet i sommeren 2005. Deres pladeselskab besluttede dog alligevel at droppe bandet. Så bandet kørte af sted på turné, og begyndte at lave kopier af sangene på deres ny-indspillede album, så deres fans kunne høre dem. Albummet kaldte de 3rd Draft.
I slutningen af 2005 blev bandet optaget af pladeselskabet "New Door Records". 3rd Draft-albummet skulle udgives med én enkelt ændring af tracklisten, singlen "Forgive and Forget" var nu blevet tilføjet! Den 4. maj 2006 begyndte der at gå rygter om at et album ved navn Up In The Attic var på vej. Den 25. juli blev Up In The Attic udgivet verden over, bandet udgav også en dvd ved navn Busted The Definitive DVD den samme dag. Den første single fra Up In The Attic, "Forgive And Forget", blev en succes. Den scorede top 10 placeringer i både Storbritannien og Australien.
I april 2006 forlod Tye Zamora bandet og besluttede at starte på college. Han blev erstattet af Alex Barreto, som tidligere havde været medlem af hardcorebandene Chain of Strength, Hard Stance og Inside Out.

## Medlemmer
Nuværende
- Dryden Vera Mitchell – vokal
- Joe Hill – guitar
- Alex Barreto – bas
- Mike Cosgrove – trommer

Tidligere medlemmer
- Terry Corso – guitar
- Tye Zamora – bas

Tidslinje

## Diskografi
- Greatest Hits (1999)
- Anthology (2001)
- Truant (2003)
- Up in the Attic (2006)
- Always and Forever (2015)
- Mantras (2024)